# Zone de protection marine d'Anguniaqvia niqiqyuam
La zone de protection marine d'Anguniaqvia niqiqyuam (anglais : Anguniaqvia niqiqyuam Marine Protected Area) est une zone de protection marine du Canada située dans les Territoires du Nord-Ouest.
D'une superficie de 2 361 km2, elle comprend une partie de la baie Darnley (en) et du golfe d'Amundsen le long de la côte est de la péninsule Parry (en) et entoure le cap Parry (en). Elle constitue un habitat important pour l'omble chevalier, la morue arctique, le béluga, le phoque annelé, le phoque barbu l'ours blanc et les oiseaux marins.
Elle a été créée le 16 novembre 2016 et est administrée par Pêches et Océans Canada